# Powhatan Point (Ohio)
Pour les articles homonymes, voir Powhatan Point.
Powhatan Point est un village américain situé dans le comté de Belmont, dans l’Ohio. Selon le recensement de 2010, sa population est de 1 592 habitants.